# Chlorophorus acrocarpi
Chlorophorus acrocarpi là một loài bọ cánh cứng trong họ Cerambycidae.